# Šimun Cirenac
Sveti Šimun Cirenac (hebr. שמעון, Šimʿon, grč. Σίμων Κυρηναῖος, Simōn Kyrēnaios; umro je 100. godine) čovjek je iz Cirene koji se spominje u Novom zavjetu. Pomogao je Isusu nositi križ. Bio je i otac učenika Rufa i Aleksandra.
Cirena se nalazila u istočnoj Libiji u sjevernoj Africi. To je bio grčki grad u pokrajini Cirenaiki, imao je židovsku zajednicu u koju je 100 000 judejskih Židova bilo prisiljeno naseliti se za vrijeme vladavine Ptolomeja Sotera (323. – 285. pr. Kr.) i bio je rano središte kršćanstva. Cirenski Židovi imali su sinagogu u Jeruzalemu kamo su mnogi odlazili na godišnje blagdane.

## Biblijski izvještaji
Šimunov čin nošenja križa dio je pete postaje križnog puta. Neki tumače odlomak kao naznaku da je Šimun izabran jer je možda pokazao suosjećanje s Isusom. Drugi ističu da sam tekst ništa ne govori, da nije imao izbora i da nema osnove da se nošenje križa smatra činom suosjećajne velikodušnosti.
Marko 15,21 identificira Šimuna kao oca Aleksandrova i Rufova. Predaja kaže da su postali misionari; uvrštavanje njihovih imena može sugerirati da su imali neki položaj u starokršćanskoj zajednici u Rimu. Također se sugeriralo da je Ruf (grč. Ῥοῦφον, Rhouphon) kojeg je Pavao spomenuo u Poslanici Rimljanima 16,13, sin Šimuna iz Cirene. Neki također povezuju samog Šimuna s ljudima iz Cirene koji su propovijedali Evanđelje Grcima u Djelima apostolskim 11,20. S druge strane samo Šimunovo ime ne dokazuje da je bio Židov, a i Aleksandar i Ruf bila su uobičajena imena.
U grobnoj špilji u dolini Kidron, koju je 1941. otkrio E. L. Sukenik, a koja je pripadala cirenskim Židovima i datira prije 70. godine, pronađena je kosturnica ispisana dvaput na grčkom Aleksandar sin Šimunov. Međutim, ne može biti sigurno da se to odnosi na istu osobu.
Prema vizijama Anne Catherine Emmerich Šimun je bio poganin. Rimljani su prepoznali da on nije Židov po tome kako je bio odjeven, a zatim su mu naredili da pomogne Isusu nositi križ.

## U umjetnosti
- Šimun Cirenac (1977.), predstava Ivana Bakmaza[7]
- Šimun Cirenac (1991.), oratorij Šime Marovića[8]

## Vanjske poveznice
Mrežna mjesta
- Šimun Cirenac Hrvatska enciklopedija